# 林光毅
林光毅（1976年8月17日—），退役香港男子羽毛球運動員，專長單打項目；現任教練。在香港以一對一形式開班授課。

## 簡歷
林光毅原為印尼國家羽毛球隊隊員，後從印尼移居香港；並代表香港參加國際賽事。然而，由於居港未滿七年而無法申領特區護照，林雖已獲2004年雅典奧運的入場券，卻未能符合代表港隊出戰的資格。

## 主要比賽成績
只列出曾進入準決賽的國際賽事成績：
| 年份   | 賽事             | 項目     | 搭檔 | 成績   |
| ------ | ---------------- | -------- | ---- | ------ |
| 2001年 | 香港羽毛球公開賽 | 男子雙打 | 吳蔚 | 準決賽 |
| 2003年 | 亞洲羽毛球錦標賽 | 男子單打 | －   | 季軍   |

### 奧運會和世錦賽參賽紀錄
|          | 2003 | 2004 | 2005 |
| -------- | ---- | ---- | ---- |
| 男子單打 | 16強 | －   | 32強 |

## 榮譽
- 香港傑出運動員選舉

「香港最具潛質運動員」（2002年）